# ミス (敬称)
ミス（英語: Miss、[ˈmɪs]）は、英語における敬称の一つであり、他の称号（ドクターやデイムなどの称号）を持たない未婚の女性に対して使用される。ラストネーム（姓）またはフルネームに対して用いる。

## 概要
全ての女性に対して使われた敬称「ミストレス」が短縮されたもので、17世紀から使われるようになった。省略形を表すピリオドがつけられることはない。
既婚女性に対してはミセス(Mrs)が使われるほか、既婚・未婚を問わず全ての女性に対して使われるミズ(Ms)がある。
複数形はMissesで、The Misses Doeのように姉妹をまとめて呼ぶ場合に使用される。伝統的なフランス語のMademoiselle（省略形はMlle）も、英語の会話や通信で複数形として使用されることがある。オーストラリアの学校では、ミスという用語は女性教師と同じ意味で使われている。

## アメリカ合衆国における敬称としての使用法
アメリカ合衆国での敬称としての「ミス」の使用は、若い女性、または配偶者の有無が不明な女性に対して最も頻繁に見られる。アメリカ合衆国で未婚の成人女性に対するミスの敬称は、以前ほどは一般的に使用されなくなっているが、ミスと呼ばれることを好む人もいる。
21世紀のエチケットでは、成人女性に対してはその個人の嗜好を尊重し、嗜好が分からない場合は「ミズ」(Ms.)を使用する。「ミズ」は、ビジネスにおける女性の敬称としては好ましい選択である。ミズは、男性の敬称「ミスター」(Mr.)と同様に、既婚・未婚を問わず使用できる。
「ミス」は、以前はビジネスウーマンのデフォルトの敬称だったが、この用法は主に「ミズ」に置き換えられた。また、女優（ミス・ヘレン・ヘイズ、ミス・バーバラ・スタンウィックなど）や有名人（ミス・アメリア・イアハートなど）に対するデフォルトの敬称だった。このようなデフォルトの使用法も問題があることが証明されている。詩人ドロシー・パーカーはよく「ミス・パーカー」と呼ばれていたが、パーカーは彼女の最初の夫の名前であり、彼女自身は「ミセス・パーカー」と呼ばれることを好んでいた。

1984年、副大統領候補ジェラルディン・フェラーロにつける敬称をミスとミセスのどちらにすべきかが、『ニューヨーク・タイムズ』で問題となった。彼女は、夫の姓ではなく自分の出生時の姓を公的に使用していたため、どちらの敬称を使用しても不都合が生じた。

## その他の用法
アメリカ南部や一部の都市文化などのアメリカのサブカルチャーでは、ミスは、『風と共に去りぬ』の「ミス・エレン」や『ダラス』の「ミス・エリー」のように、女性のファーストネームに直接つけて、配偶者の有無に関わらず、直接または間接的な女性の呼びかけに使用されることがある。
この形式は、英語を話す国の上流階級の家庭で家庭内労働者から未婚の女主人に対して使用されることや、家族経営の事業で使用されることもあるが、最も一般的には家庭内労働者に対して使用された。これは女性の育児提供者にも共通している。
小さな子供たちは、配偶者の有無にかかわらず、就学前教育の教師または乳母を、「ミス」にファーストネームをつけて呼ぶ。アメリカ合衆国の一部の学区では、この習慣は小学校の初等の学年まで及んでいる。
「ミス」の注目すべき用途には、ミス・アメリカ、ミス・ワールド、ミス・ユニバースなどの、美人コンテストの優勝者の称号としての用法がある。
ほとんどのコンテストでは、出場要件に「未婚であること」が必須条件となっている。フランス語、スペイン語、ドイツ語、ポルトガル語などの他の言語でも、美人コンテストの優勝者を指すのに英語の「ミス」が使われている。日本語では、美人コンテストのことを一般に「ミス・コンテスト」という。
また、オールド・ミス (和製英語: old miss) - 皮肉の意味で婚期を過ぎた未婚女性を呼称する単語。老嬢。老処女。英語では old maid、spinster という。